# Wideo
      NTSC
      PAL (lub przechodzące na PAL)
      SECAM
      brak danych

Analogowe standardy wideo w krajach na świecie
NTSC
PAL (lub przechodzące na PAL)
SECAM
brak danych

Wideo (z łaciny „widzę“) – technika elektroniczna bazująca na sekwencji nieruchomych obrazów, które mogą być nagrywane, przetwarzane, transmitowane, a następnie odtwarzane, dając złudzenie ruchu. Terminem tym określa się również sekwencję obrazów zarejestrowaną na nośniku danych.
Formaty pozwalające na przechowywanie wideo dzielą się na analogowe (starsze i coraz rzadziej stosowane – VHS i Betamax) oraz cyfrowe (m.in. Blu-ray, DVD Video, VCD, QuickTime i MPEG-4). Analogowe kamery wideo rejestrują sygnały w formacie PAL lub NTSC na taśmie magnetycznej. Kamery cyfrowe rejestrują sygnały w formacie MPEG-4 lub DV na taśmie magnetycznej, dyskach twardych, kartach pamięci lub płytach DVD.
W Wielkiej Brytanii, Australii, Nowej Zelandii, Holandii, Finlandii i na Węgrzech terminem wideo często nieformalnie nazywa się magnetowid i kasety wideo – znaczenie wynika z kontekstu.